# Skatespot
Een skatespot is een plaats of een park waar geskate kan worden. Dit kan variëren van een trap tot een leuning een hobbel in de weg of een parkbankje. attributen zoals een halfpipe, quarterpipe worden skatebanen genoemd